# Plebiscito constitucional de Uruguay de 1966
El 27 de noviembre de 1966 se realizó un plebiscito constitucional en Uruguay junto a las elecciones generales. se presentaron al electorado cuatro propuestas para enmendar la constitución, la reforma naranja fue aprobada con el 65% de los votos. Como resultado, el sistema de gobierno colegiado fue abolido, regresando al sistema de gobierno presidencialista.

## Propuestas
Se presentaron a los votantes cuatro propuestas, nombradas por colores.

### Reforma Gris
La reforma gris fue propuesta por el Partido Nacional el 28 de abril a través de una iniciativa popular. Proponía la restauración del sistema de gobierno presidencialista en el cual el presidente podía ser reelegido. El presidente podría disolver la Asamblea General y restringir las libertades personales. La propuesta también separaría las fechas electorales.

### Reforma Rosada
La reforma rosada fue propuesta por el Partido Colorado el 24 de mayo a través de una iniciativa popular que reunió 500,000 firmas. Proponía la restauración del sistema de gobierno presidencialista, limitando al presidente a un solo mandato pero permitiéndole disolver la Asamblea General y evitar su impeachment. Aunque el partido luego cambió su apoyo a la reforma amarilla, no pudo retirar la propuesta de reforma rosada del plebiscito.

### Reforma Amarilla
La reforma amarilla fue propuesta por el Frente de Izquierda de Liberación el 24 de mayo a través de una iniciativa popular. Proponía la restauración del sistema de gobierno presidencialista, prohibiéndole al presidente la reelección inmediata, la eliminación del sistema de lemas, la nacionalización de las grandes propiedades y fijar las pensiones en un nivel igual a por lo menos el 85% del salario final de los empleados.

### Reforma Naranja
La reforma naranja fue propuesta por la Asamblea General el 24 de agosto como una contrapropuesta a las iniciativas populares. Proponía la restauración del sistema de gobierno presidencialista, prohibiéndole al presidente y vicepresidente la reelección inmediata, permitiéndole al presidente disolver la Asamblea General y extender el mandato de los parlamentarios de 4 a 5 años.

## Resultados
| Opción                             | Votos     | Porcentaje respecto a votantes | Porcentaje respecto a votantes registrados |
| ---------------------------------- | --------- | ------------------------------ | ------------------------------------------ |
| Reforma Naranja                    | 786,987   | 64.89                          | 47.51                                      |
| Reforma Gris                       | 175,095   | 14.21                          | 10.57                                      |
| Reforma Amarilla                   | 86,315    | 7.00                           | 5.21                                       |
| Reforma Rosa                       | 1,120     | 0.08                           | 0.07                                       |
| Contra todas                       | 182,345   | 14.80                          | 11.00                                      |
| No votaron                         | -         | -                              | 25.72                                      |
| Total                              | 1,231,762 | 100                            | 100                                        |
| Votantes registrados/participación | 1,658,368 | 74.28                          | 74.28                                      |
| Fuente:Democracia Directa          |           |                                |                                            |